# Juanita Boisseau
Juanita Boisseau Ramseur (* 22. Juli 1911 in Baltimore, Maryland; † 22. Mai 2012 in New York City, New York) war eine US-amerikanische Tänzerin.
Juanita Boisseau war Startänzerin im Cotton Club, einem Nachtclub in New York City, in dem während der Zeit der Prohibition in den 1920er und 1930er Jahren zahlreiche bekannte afroamerikanische Jazzmusiker und Entertainer auftraten. Sie arbeitete insbesondere mit Lena Horne, Duke Ellington und Louis Armstrong zusammen.
Sie war verheiratet mit Frederick D. Ramseur († 2000).